# Maschpark

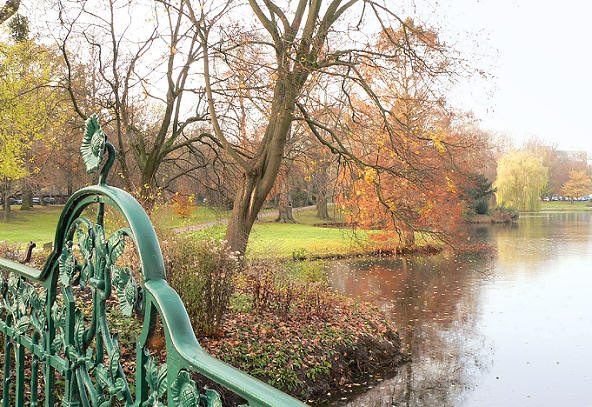
Blick von der Maschpark-Brücke über den Maschteich im Maschpark

Der Maschpark im hannoverschen Stadtteil Mitte ist eine 10 ha große Parkanlage südlich der Altstadt. Er entstand um 1900 und war der erste kommunale Park in Hannover. Die Anlage hat ihre ursprüngliche Form nicht verändert und ist ein Zeugnis der deutschen Gartenkunst des ausgehenden 19. Jahrhunderts. Im Norden wird der Maschpark durch den Friedrichswall begrenzt. Zwischen Maschteich und Friedrichswall wurde 1913 das Neue Rathaus fertiggestellt.

## Lage

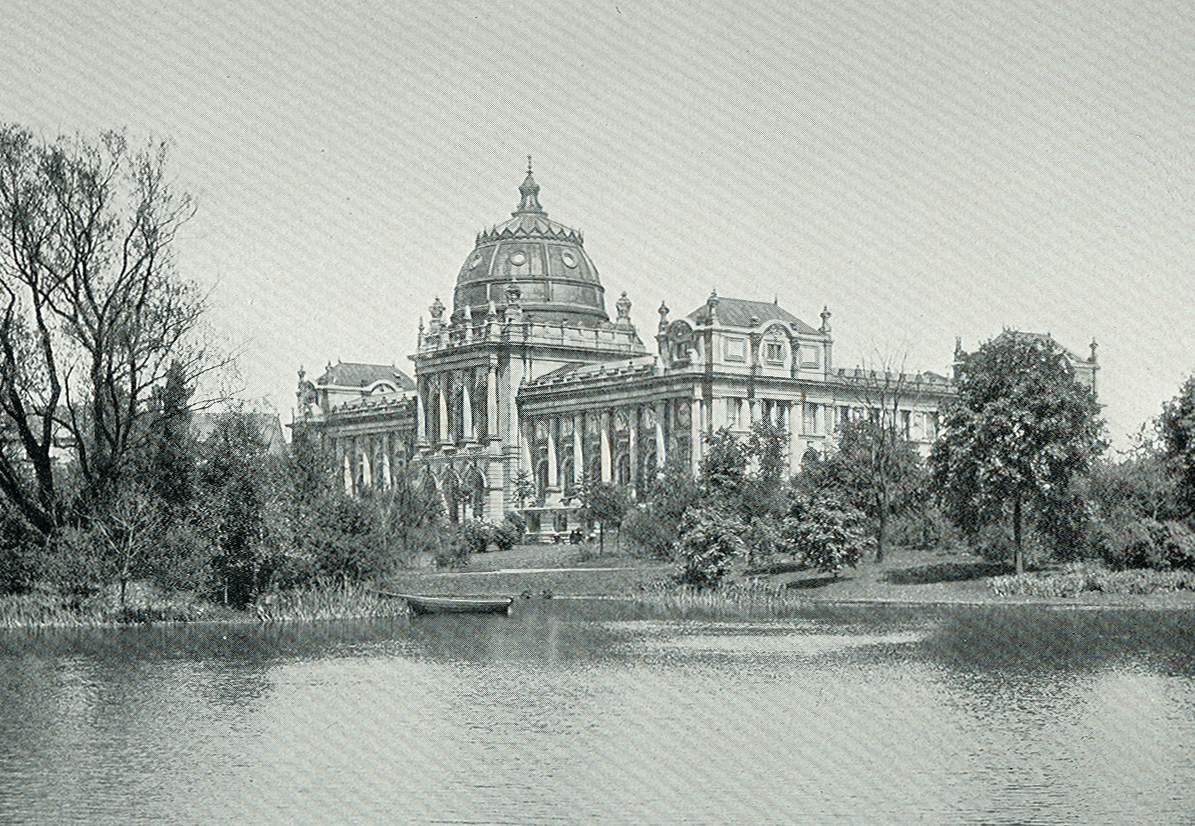
Maschteich im Maschpark mit Provinzialmuseum um 1900, Foto von Karl F. Wunder

Der Park in Dreiecksform wird im Norden vom Friedrichswall, im Osten von der Willy-Brandt-Allee und im Westen wie im Süden von der Culemannstraße sowie der parallel verlaufenden Leine begrenzt. Er beherbergt im nördlichen Drittel das Neue Rathaus mit dem davor liegenden Platz der Menschenrechte, das Museum August Kestner und das städtische Bauamt. In Sichtweite liegen das Sprengel-Museum und das Niedersächsische Landesmuseum. Im Süden geht der Park über in die Grünlandschaft der Leineaue mit dem Maschsee.

## Entstehung

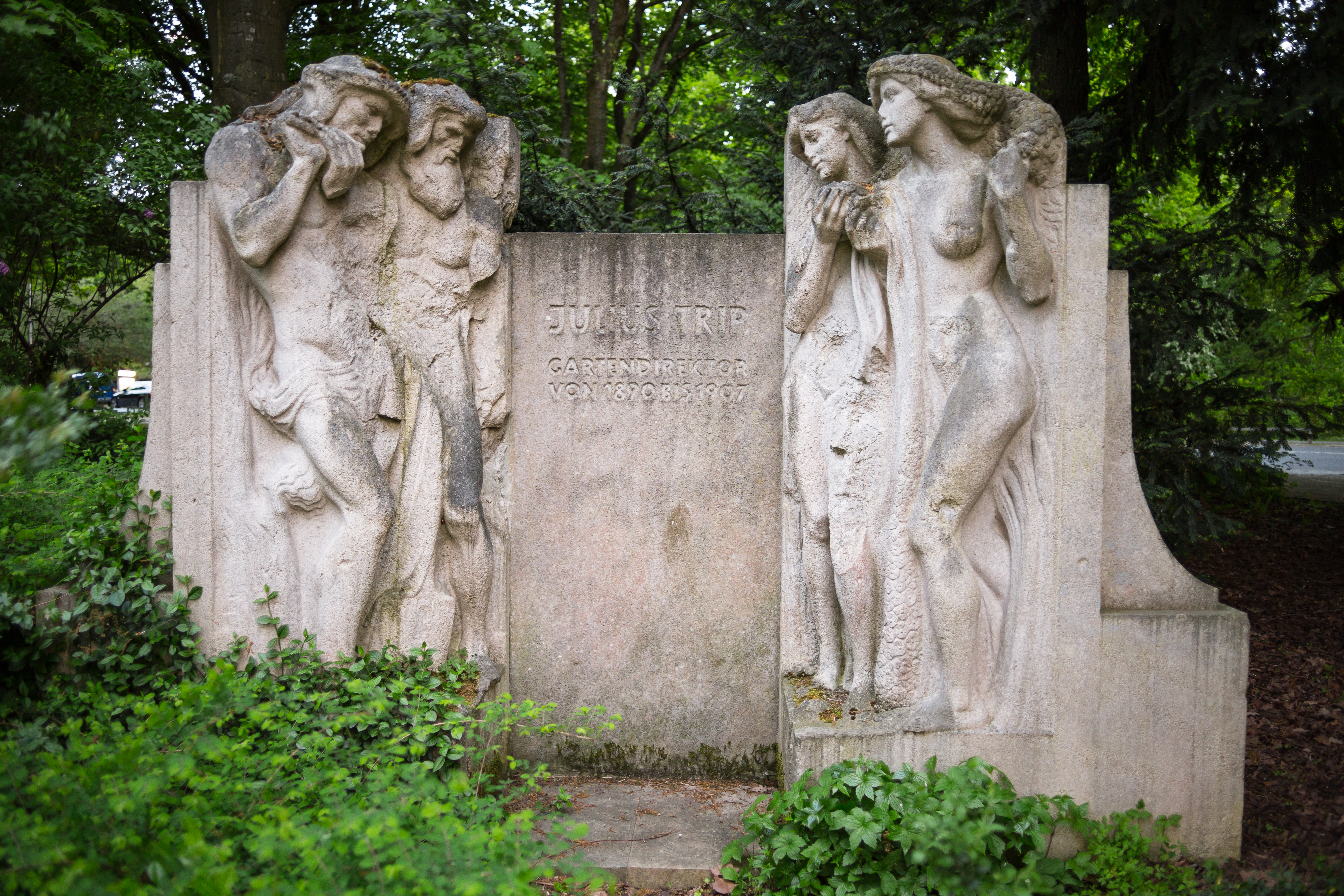
Der ehemalige Trip-Brunnen als Denkmal für den Planer des Maschparks Julius Trip

Das Gelände, in dem heute der Maschpark liegt, war in früheren Jahrhunderten Überschwemmungsgebiet von Leine und Ihme. Es lag außerhalb der mittelalterlichen Befestigungsanlagen, die um 1780 geschleift wurden. Genutzt wurde das Gebiet als Heuwiese und hieß „Altstädter Aue“. 1895 gab der Magistrat der Stadt seine Bebauung frei. Geplant war das „Neue Rathaus“, das in ein Parkgelände integriert werden sollte. Bereits 1899 erfolgte der erste Spatenstich für den Maschpark nach Plänen des Stadtgarteninspektors Julius Trip (1857–1907), einer der führenden Gartenkünstler seiner Zeit. 1902 war der Hauptteil des Parks fertiggestellt, endgültig abgeschlossen war er aber erst mit der Einweihung des Neuen Rathauses 1913 (Bauzeit 1901–1913).
Für den Planer Julius Trip wurde nach seinem Tod ein steinernes Relief von Georg Herting im Maschpark aufgestellt, der ehemalige Trip-Brunnen. Durch Kriegseinwirkungen ist es nur teilweise erhalten.
Die im Süden und Westen des Parks angrenzende Culemannstraße war zu früheren Zeiten eine Wegeverbindung vom Rudolf-von-Bennigsen-Ufer entlang am städtischen Etablissement Bella Vista „zum Himmelreich“, der Einmündung von der Karmarschstraße nahe dem Friederikenplatz. Sie wurde Ende der 1920er-Jahre zu einer Straße ausgebaut und dient seitdem als direkte Verkehrsverbindung vom Nordufer zum Friederikenplatz. Der Rat Hannover stellt 2024 Überlegungen an, diese Straße zu schließen, zurückzubauen und den Maschpark mit den Ufern der Leine zusammenzuführen. Der Verkehr müsste dann den Maschpark an der heutigen Willy-Brandt-Allee und dem Friedrichswall umrunden.

## Gestaltung und Bepflanzung

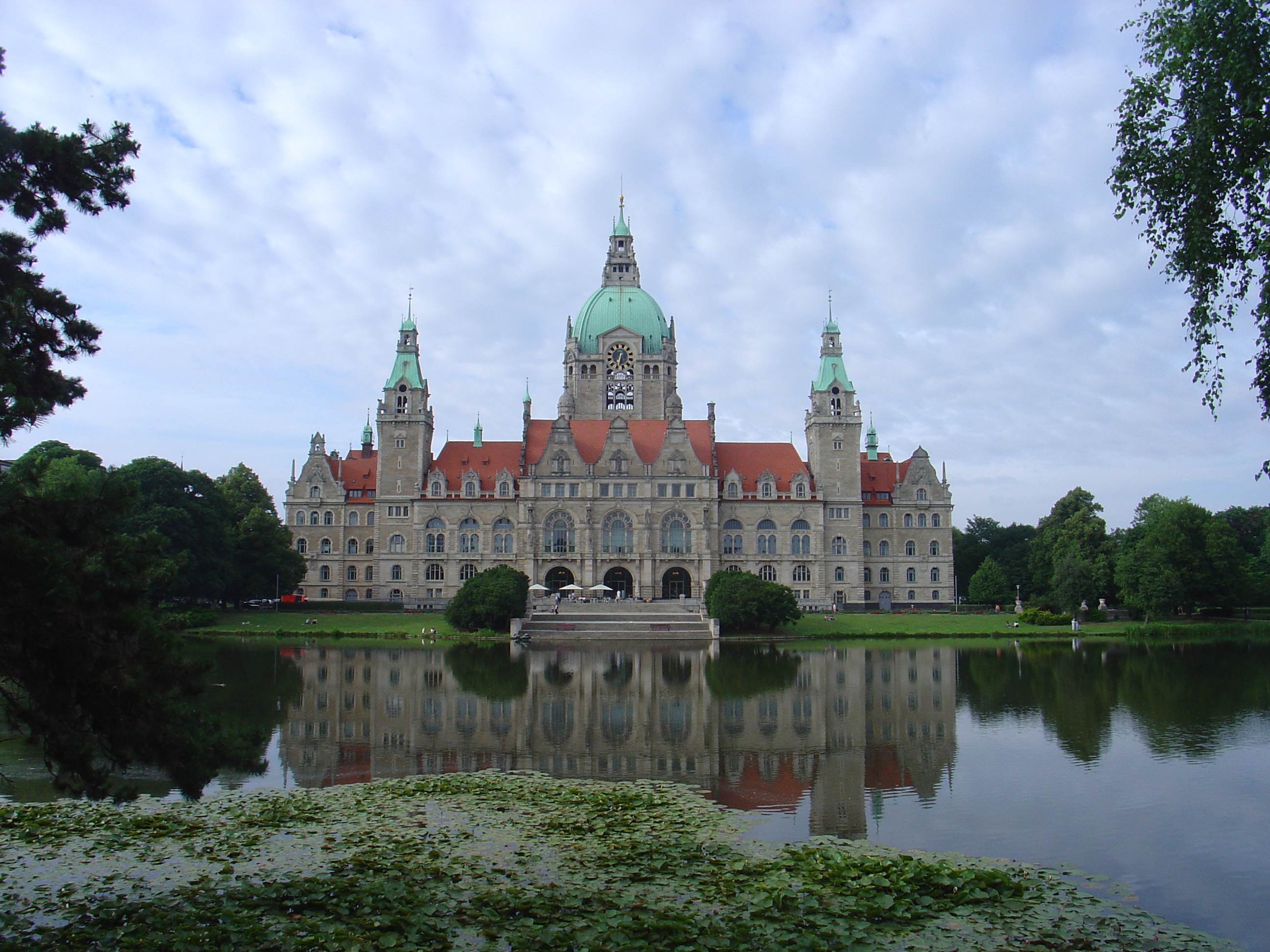
Das Neue Rathaus mit Seerosenbucht des Maschteich

Nach den damaligen Plänen sollte das „Neue Rathaus“ eine prächtige gärtnerische Einrahmung erhalten, gleichzeitig aber die freie Aussicht auf die flache Masch, in der heute der Maschsee liegt, nicht versperrt werden. So ging die gebäudenahe Bepflanzung allmählich in einen offenen Landschaftspark über.
Die Gartenpartien des Parks weisen heute eine vielfältige Bepflanzung auf, und wie in einem Botanischen Garten gibt es in fast jeder Jahreszeit blühende Pflanzen. Es gibt Bestände von immergrünen Arten, wie Rhododendron oder Koniferen und botanischen Exoten wie Magnolien, Trompeten- und Tulpenbaum. An markanten Punkten wurden imposante Großgehölze, wie Amerikanische Roteiche, Platane, Silberahorn, gepflanzt.
Zentraler Bestandteil des Parks ist ein 1900 gefluteter Teich. Der 2,6 ha große Maschteich weist eine Seerosenbucht und eine Felsenhalbinsel auf. Letztere wurde malerisch mit Tuffsteinblöcken inszeniert und ist die Miniaturlandschaft eines Alpinums.

## Park der Partnerstädte

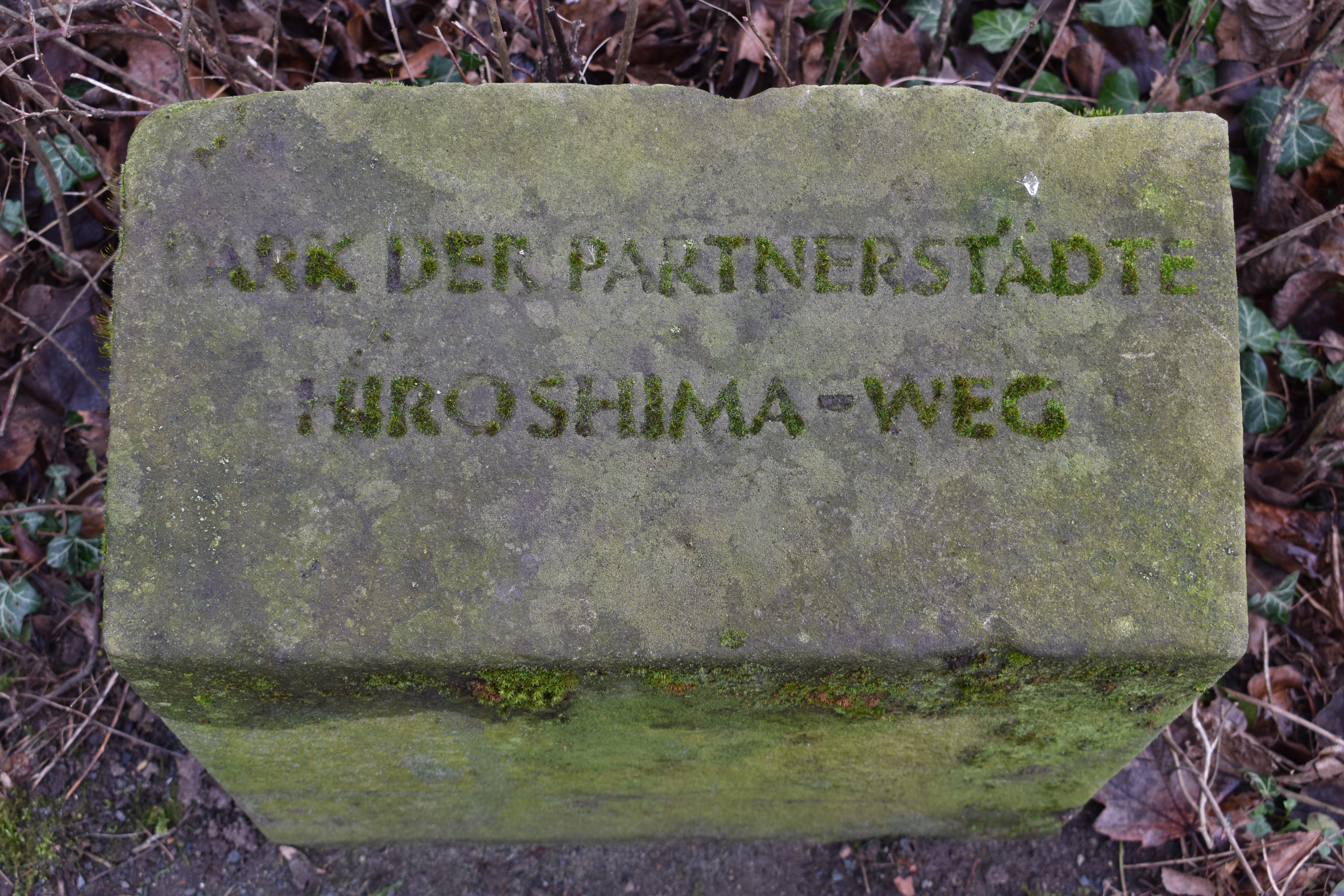
Wegstein zum Hiroshima-Weg

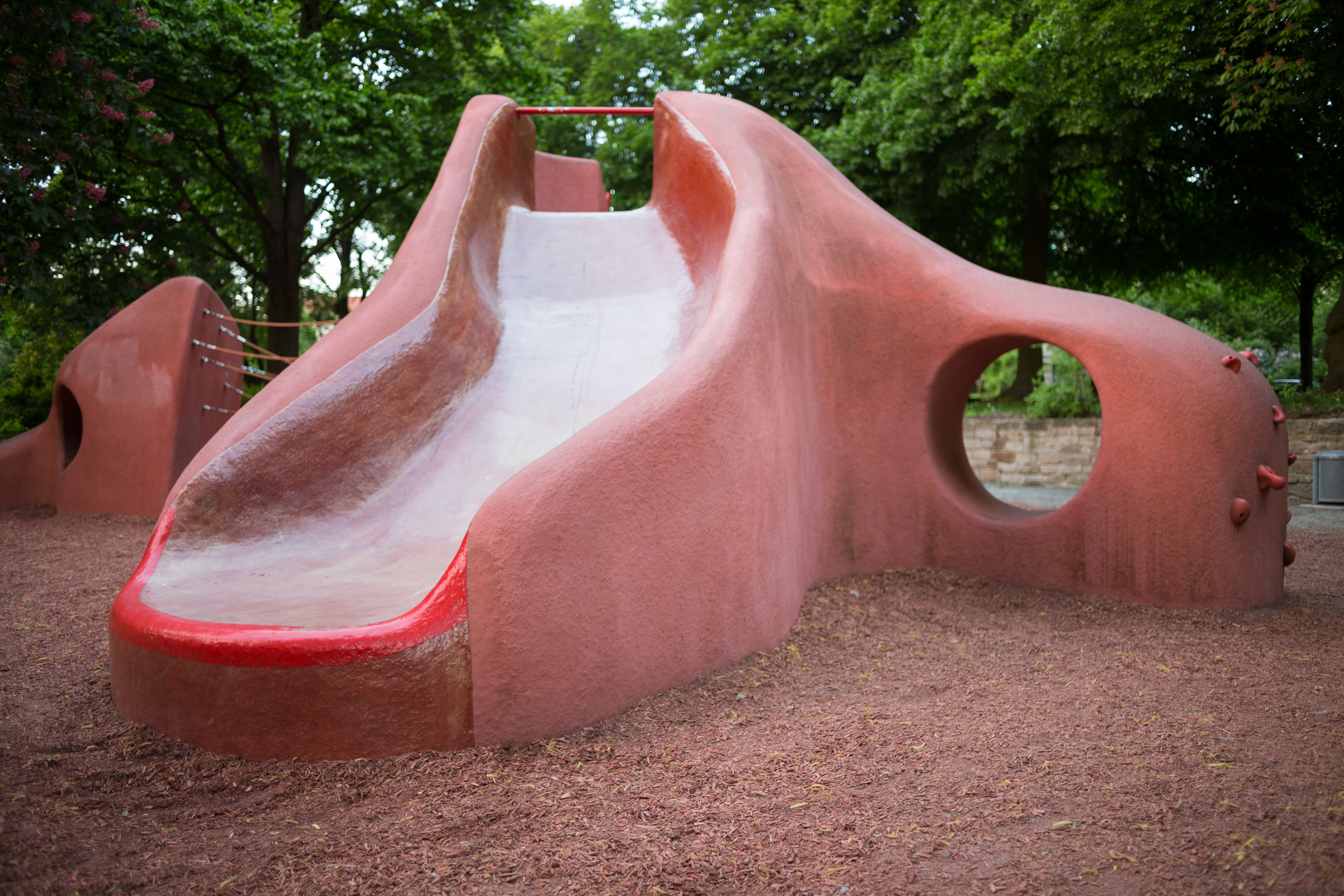
Spielplatz im Maschpark

Für die Bewohner der Innen- und Südstadt stellt der Maschpark eine wohnungsnahe Grünanlage dar. 1985 wurde er von der Stadt Hannover zum „Park der Partnerstädte“ erklärt. Seither tragen Wege die Namen der Partnerstädte, wie Blantyre, Bristol, Hiroshima, Leipzig, Perpignan, Posen und Rouen.